# 文太俊 (政治家)
文 太俊（ムン・テジュン、朝鮮語: 문태준、1928年1月14日 - 2020年3月11日）は、韓国の政治家、医師（神経外科）。元保健社会部長官、第7・8・9・10代国会議員。号は徳巌（トガム、덕암）。本貫は南平文氏、キリスト教徒。
日本統治時代の資本家・中枢院参議の文明琦は祖父。陸軍軍人の蔡命新は妹の夫。

## 経歴
文明琦の長孫として日本統治時代の慶尚北道盈徳郡に生まれた。ソウル大学校医科大学卒業、トーマス・ジェファーソン大学大学院修了、日本大学医学博士。忠北大学校名誉理学博士、トーマス・ジェファーソン大学名誉法学博士。
朝鮮戦争では陸軍の軍医官として参戦した。終戦後は延世大学校主任教授、外来教授を歴任した。
1967年の第7代総選挙で民主共和党の候補として初当選した。国会議員を連続4期務めたほか、国会運営委員長、国会商工委員長、民主共和党慶北道党委員長、大韓医師協会会長、世界医師会会長、医師協会名誉会長、盧泰愚政権の保健社会部長官、韓国社会福祉協議会会長、大韓神経外科学会名誉会長を歴任した。保健社会部長官在任中は夜間救急患者後送制度を開発し、B型肝炎予防キャンペーンを推進した。
2009年、祖父の文明琦から受け継いだ盈徳郡江口面の3390坪の土地が親日反民族行為者財産の国家帰属に関する特別法により国家所有になったため、これの取り消しを求めてソウル行政法院とソウル高等法院で訴訟を起こしたが、敗訴した。